# The International Man
The International Man (El hombre internacional) es un libro escrito por el economista de libre mercado e inversor estadounidense Doug Casey. Publicado originalmente en 1978. fue pensado para una audiencia estadounidense y los anuncios que promocionaban el libro en periódicos compararon a Casey con Bernard Baruch. El libro fue reeditado en Rodesia y ganó una audiencia internacional. Más recientemente, los temas del libro se han restablecido por medio de una empresa en línea acerca de la promoción de la expatriación.

## Contenido
Uno de los conceptos clave del libro es que para poder disfrutar de un mayor nivel de libertad personal, uno debe estar dispuesto a mirar más allá de las fronteras de su casa de la nación. Casey defiende la creencia de que la libertad viene también de aprovechar al máximo las oportunidades financieras. Sostiene la clase política de su país natal, los Estados Unidos, ha "degenerado casi al nivel de cualquier otro Estado moderno", que es "inevitable dada la naturaleza del gobierno". Cree que la mejor manera de protegerse es simplemente liberarse de un gobierno agresivo expatriándose o preparándose para hacerlo usando el conocimiento para tomar las decisiones correctas para cuando la posterior expatriación formal sea requerida. Gran parte del contenido del libro está dedicado a aquellos que buscan expatriarse. Casey examinan las oportunidades disponibles para los que se hallan fuera de sus fronteras y el contenido del libro se divide en partes principales:
- Primera parte: su libertad personal en el mundo - Una discusión sobre cómo medir e identificar los lugares verdaderamente libres en el mundo, un examen de los pasaportes, ciudadanía y visas, así como una discusión sobre los tratados políticos y temas relacionados con ella.
- Segunda parte: su oportunidad financiera en el mundo - Una discusión sobre bienes raíces internacionales, el dinero, la banca y los problemas de divisas, cómo hacer negocios en el extranjero, los detalles sobre cómo trabajar en el extranjero, y las consideraciones fiscales.
- Tercera parte: Los países a tener en cuenta - El resto del libro está dedicado a la identificación de los países específicos que puedan ser de interés para los lectores en función de sus objetivos y razones para considerar la internacionalización.

## International Man Network
Más de 30 años después de la publicación del libro, en 2011, Doug Casey lanzó International Man Network por Internet como una extensión del trabajo comenzado en su libro, profundizando sus temas, con comentarios del mismo Casey y de miembros del equipo de su empresa Casey Research, y columnistas invitados. El proyecto se define como "una red global en tiempo real de buscadores de libertad, inversore aventureros, especuladores y expatriados que buscan vivir un estilo de vida internacional".